# 코스타스 마놀라스
콘스탄디노스 "코스타스" 마놀라스(그리스어: Κωνσταντίνος "Κώστας" Μανωλάς, 1991년 6월 14일 ~ )는 그리스의 축구 선수이다. 그는 그리스 축구의 전설 스텔리오스 마놀라스의 조카이다. 현재 이탈리아의 살레르니타나에서 중앙 수비수로 뛰고 있다.

## 수상
AEK 아테네
- 그리스 컵 (1): 2010–11

올림피아코스
- 수페르리가 엘라다 (2): 2012-13,[1] 2013-14[1]
- 그리스 컵 (1): 2012–13[2]
- 트로페우 싱쿠 비올리누스 준우승 (1): 2012[3]